# Gerstungen
Gerstengrund est une municipalité allemande du land de Thuringe, dans l'arrondissement de Wartburg, au centre de l'Allemagne.

## Personnalités liées à la ville
- Élisabeth de Mansfeld-Hinterort (1565-1596), duchesse de Saxe-Cobourg-Eisenach morte à Marksuhl.
- Jean-Georges Ier de Saxe-Eisenach (1634-1686), duc de Saxe-Eisenach mort au château de Wilhelmsthal.
- Ernst Sellin (1867-1946), théologien mort à Epichnellen.
- Charles de Saxe-Weimar-Eisenach (1912-1988), né au château de Wilhelmsthal.